# Raymond De Corte
Raymond De Corte (Waarschoot, 17 maart 1898 - aldaar, 30 maart 1972) was een Belgische wielrenner. Hij was beroepsrenner van 1924 tot 1934. Hij won in 1927 Parijs-Rennes en twee etappes in de Ronde van Frankrijk. De Corte won in 1928 een etappe in de Ronde van België. Hij was de vader van wielrenner Roger De Corte.

## Resultaten in voornaamste wedstrijden
| Jaar | Ronde van Italië | Ronde van Frankrijk | Ronde van Spanje |
| ---- | ---------------- | ------------------- | ---------------- |
| 1924 |                  |                     |                  |
| 1925 |                  | opgave              |                  |
| 1926 |                  | opgave              |                  |
| 1927 |                  | 11e (2)             |                  |
| 1928 |                  | 24e                 |                  |
| 1929 |                  | opgave              |                  |

| Jaar | Ronde van Vlaanderen | Parijs-Roubaix | Parijs-Tours | Parijs-Brussel |
| ---- | -------------------- | -------------- | ------------ | -------------- |
| 1924 |                      | 43e            | 17e          |                |
| 1925 |                      | 43e            | 12e          | 20e            |
| 1926 | ↑                    | 23e            |              |                |
| 1927 | 13e                  | 49e            | 49e          |                |
| 1928 |                      | 17e            | 23e          |                |
| 1929 |                      | 22e            |              |                |